# Lambdina jacularia
Lambdina jacularia là một loài bướm đêm trong họ Geometridae.